# حادثه تالار مانگه‌شه‌و سقز
حادثه تالار مانگه‌شه‌و سقز یک حادثۀ آتش‌سوزی بود که در ساعت ۲۱:۳۰ پنجشنبه ۱۴ آذر ۱۳۹۸ اتفاق افتاد.
در این حادثه ١٢ نفر کشته و ۳۸ نفر زخمی شده‌اند.

## شب حادثه
مجتبی خالدی سخنگوی اورژانس ایران دراین باره گفت: حوالی ساعت ۲۱:۳۰ روز ۱۴ آذر ۹۸ وقوع حادثه انفجار در یک تالار عروسی به مرکز فوریت‌های پزشکی اورژانس ۱۱۵ اطلاع داده شد که در پی آن ۱۳ دستگاه آمبولانس به محل حادثه واقع در یک تالار عروسی در شهر سقز اعزام شد.
فرماندار ویژه شهرستان سقز ضمن تسلیت این ضایعه به شهروندان سقزی گفت: این حادثه در اثر نشت شلنگ گاز متصل به بخاری روی داد و علاوه بر کشته شدن ١٢ نفر از مدعوین، ۳۸ تن دیگر را نیز مصدوم کرده که توسط نیروهای امدادی و اورژانس به مراکز درمانی منتقل شدند که حال دو تن از آنان وخیم است.
کامیل کریمیان بامداد جمعه در گفتگو با خبرنگار ایرنا اضافه کرد: تمام مراکز درمانی شهرستان در حال آماده باش کامل هستند و هیچ مصدومی به شهرهای اطراف اعزام نشده و همه آنها در بیمارستان‌های سقز تحت درمان و مداوا هستند.
وی با بیان اینکه نیازی به اعزام مصدومان به مرکز درمانی سنندج نیست و امکانات پزشکی و درمانی سقز جهت خدمات رسانی به مصدومان حادثه تالار مانگه‌شه‌و کافی است، افزود: دو نفر از مصدومان این حادثه جراحات شدیدی داشتند که با حضور به موقع کادر پزشکی بیمارستان امام خمینی تحت درمان قرار دارند.
کریمیان تأکید کرد: به هیچ عنوان کمبود آمبولانس و امکانات پزشکی و درمانی و به خصوص خون و سایر فراورده‌های خونی در بیمارستان‌ها نداریم و تمام نیروهای ما در حالت آماده باش کامل و انجام وظیفه برای مداوای هر چه زودتر مصدومان هستند.
فرماندار ویژه سقز با اشاره به اینکه دلایل وقوع حادثه را بررسی می‌کنیم و اگر کسی در این خصوص سهل انگاری کرده باشد حتماً برخورد خواهیم کرد، گفت: از شهروندان سقزی خواهشمندیم صبور باشند و خونسردی خود را حفظ کنند و اجازه دهند تا کادر پزشکی بیمارستان‌ها به مصدومان این حادثه خدمات رسانی کنند.

## علت مرگ افراد
شهردار سقز هم در این ارتباط گفت: تلفات این حادثه ناشی از ترس و وحشت مدعوین حاضر در مراسم بوده و هیچ‌یک از کشته شدگان بر اثر آتش‌سوزی فوت نکرده بلکه در لحظه وقوع حادثه مهمانان بخاطر ترس به سمت در خروجی رفته و تجمع زیاد باعث شده تعدادی از آنها بر زمین بیفتند و همین عامل باعث مرگ‌شان شده‌است.
در حادثه تالار مانگه‌شه‌و سقز ۵ زن، ۵ کودک و ٢ مرد به دلیل ازدحام جمعیت کشته شدند و ۳۸ نفر دیگر هم مجروح شد.
در پی این حادثه استاندار استان کردستان روز جمعه ۱۵ آذر ۱۳۹۸ را در استان کردستان عزای عمومی اعلام کرد.